# 14e Screen Actors Guild Awards
De 14e Screen Actors Guild Awards, waarbij prijzen werden uitgereikt voor uitstekende acteerprestaties in film en televisie voor het jaar 2007, gekozen door de leden van de Screen Actors Guild, vonden plaats op 27 januari 2008 in het Shrine Auditorium in Los Angeles. Het was de eerste keer dat er awards waren voor stuntteams in een film en in een serie. De prijs voor de volledige carrière werd uitgereikt aan Charles Durning.

## Film

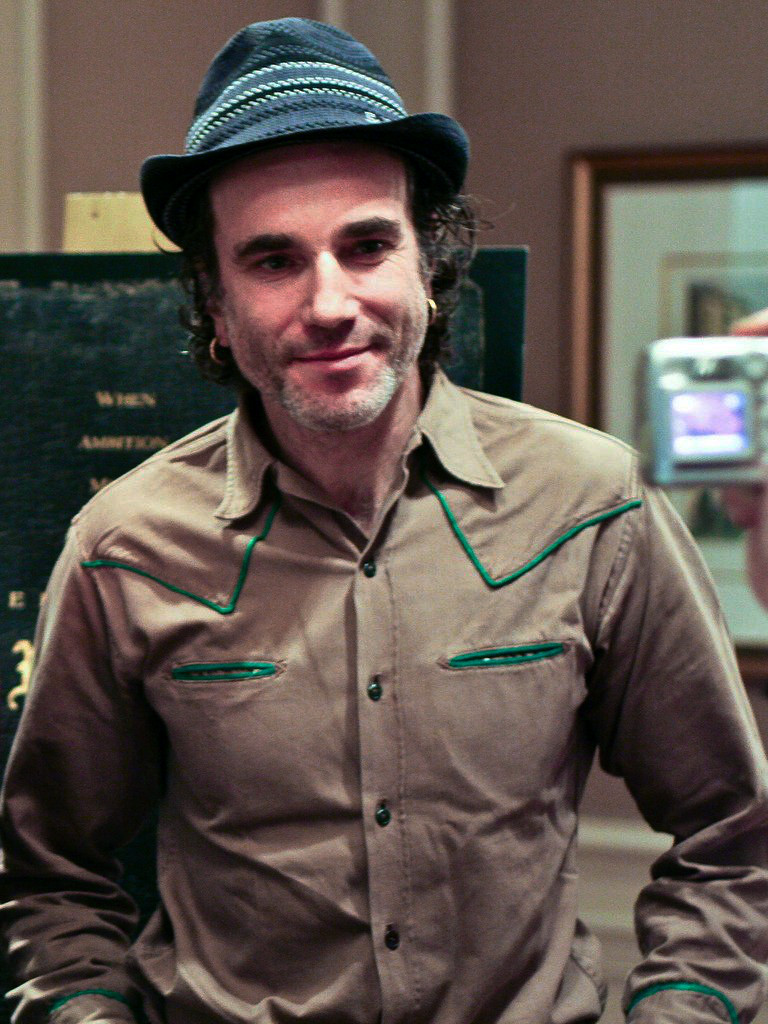
Daniel Day-Lewis (There Will Be Blood), winnaar mannelijke acteur in een hoofdrol

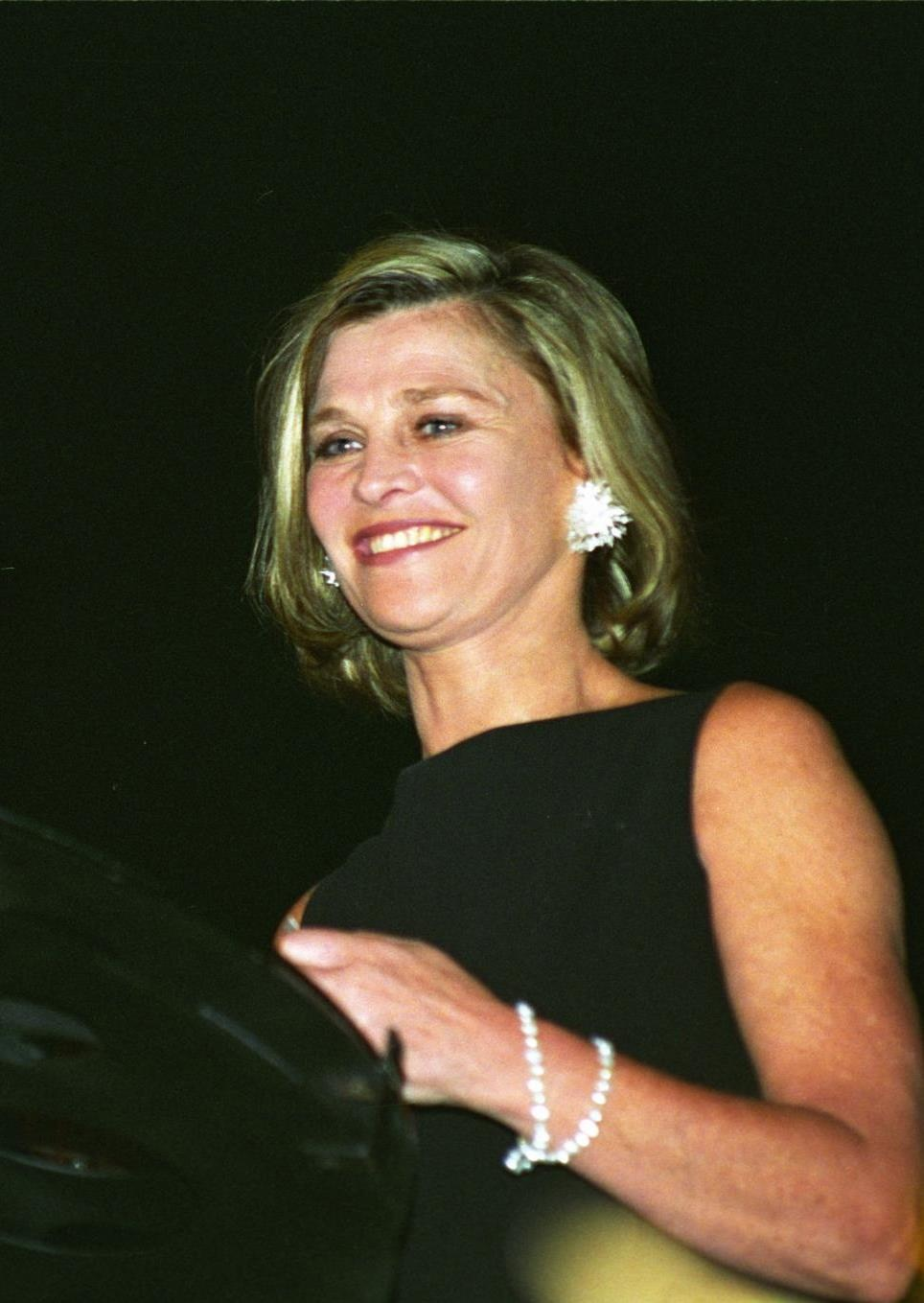
Julie Christie (Away from Her), winnaar vrouwelijke acteur in een hoofdrol

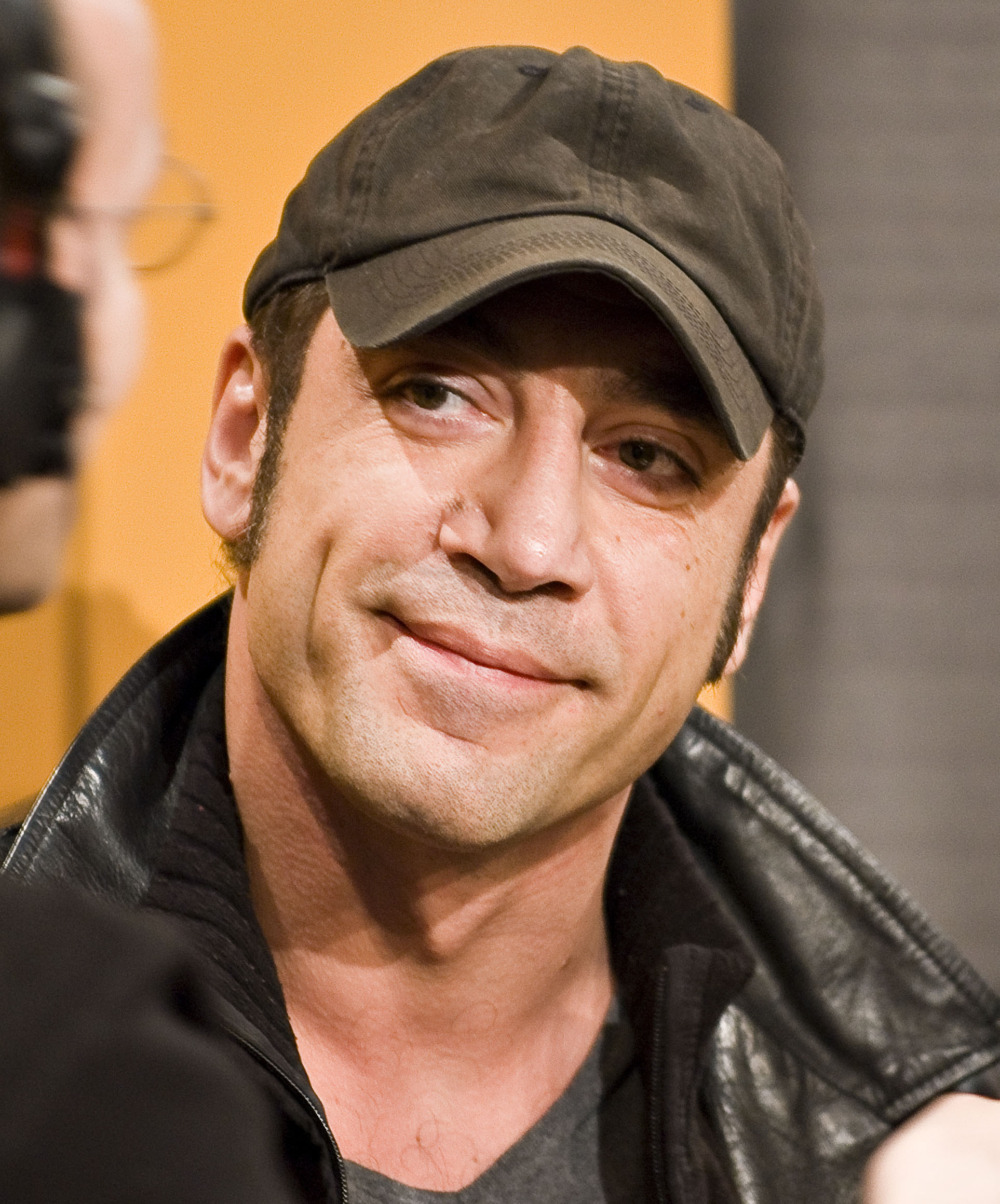
Javier Bardem (No Country for Old Men), winnaar mannelijke acteur in een bijrol

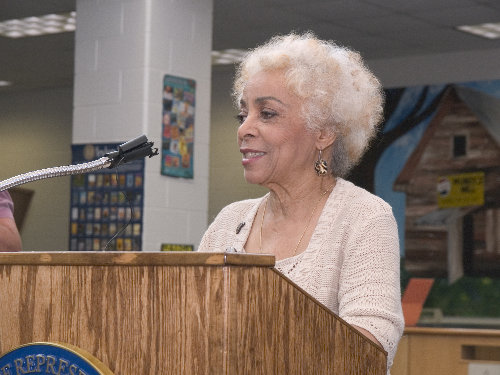
Ruby Dee (American Gangster), winnaar vrouwelijke acteur in een bijrol

De winnaars staan bovenaan in vet lettertype.

### Cast in een film
Outstanding Performance by a Cast in a Motion Picture
- No Country for Old Men
  - 3:10 to Yuma
  - American Gangster
  - Hairspray
  - Into the Wild

### Mannelijke acteur in een hoofdrol
Outstanding Performance by a Male Actor in a Leading Role
- Daniel Day-Lewis - There Will Be Blood
  - George Clooney - Michael Clayton
  - Ryan Gosling - Lars and the Real Girl
  - Emile Hirsch - Into the Wild
  - Viggo Mortensen - Eastern Promises

### Vrouwelijke acteur in een hoofdrol
Outstanding Performance by a Female Actor in a Leading Role
- Julie Christie - Away from Her
  - Cate Blanchett - Elizabeth: The Golden Age
  - Marion Cotillard - La Vie en Rose
  - Angelina Jolie - A Mighty Heart
  - Ellen Page - Juno

### Mannelijke acteur in een bijrol
Outstanding Performance by a Male Actor in a Supporting Role
- Javier Bardem - No Country for Old Men
  - Casey Affleck - The Assassination of Jesse James by the Coward Robert Ford
  - Hal Holbrook - Into the Wild
  - Tommy Lee Jones - No Country for Old Men
  - Tom Wilkinson - Michael Clayton

### Vrouwelijke acteur in een bijrol
Outstanding Performance by a Female Actor in a Supporting Role
- Ruby Dee - American Gangster
  - Cate Blanchett - I'm Not There
  - Catherine Keener - Into the Wild
  - Amy Ryan - Gone Baby Gone
  - Tilda Swinton - Michael Clayton

### Stuntteam in een film
Outstanding Performance by a Stunt Ensemble in a Motion Picture
- The Bourne Ultimatum
  - 300
  - I Am Legend
  - The Kingdom
  - Pirates of the Caribbean: At World's End

## Televisie

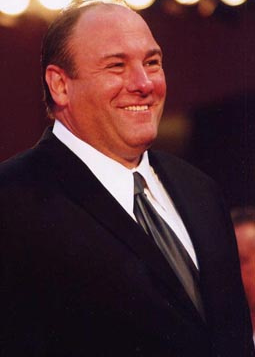
James Gandolfini (The Sopranos), winnaar mannelijke acteur in een dramaserie

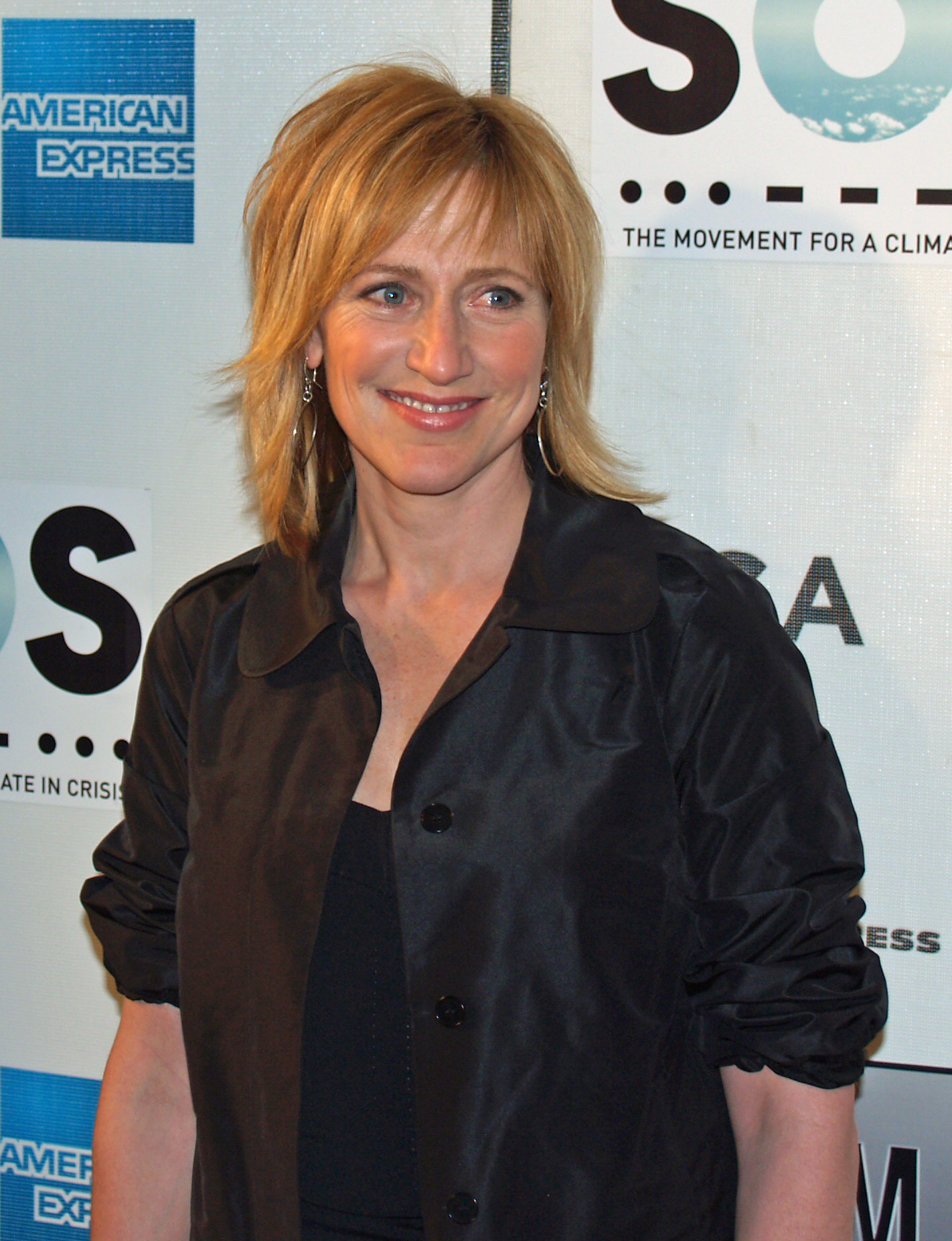
Edie Falco (The Sopranos), winnaar vrouwelijke acteur in een dramaserie

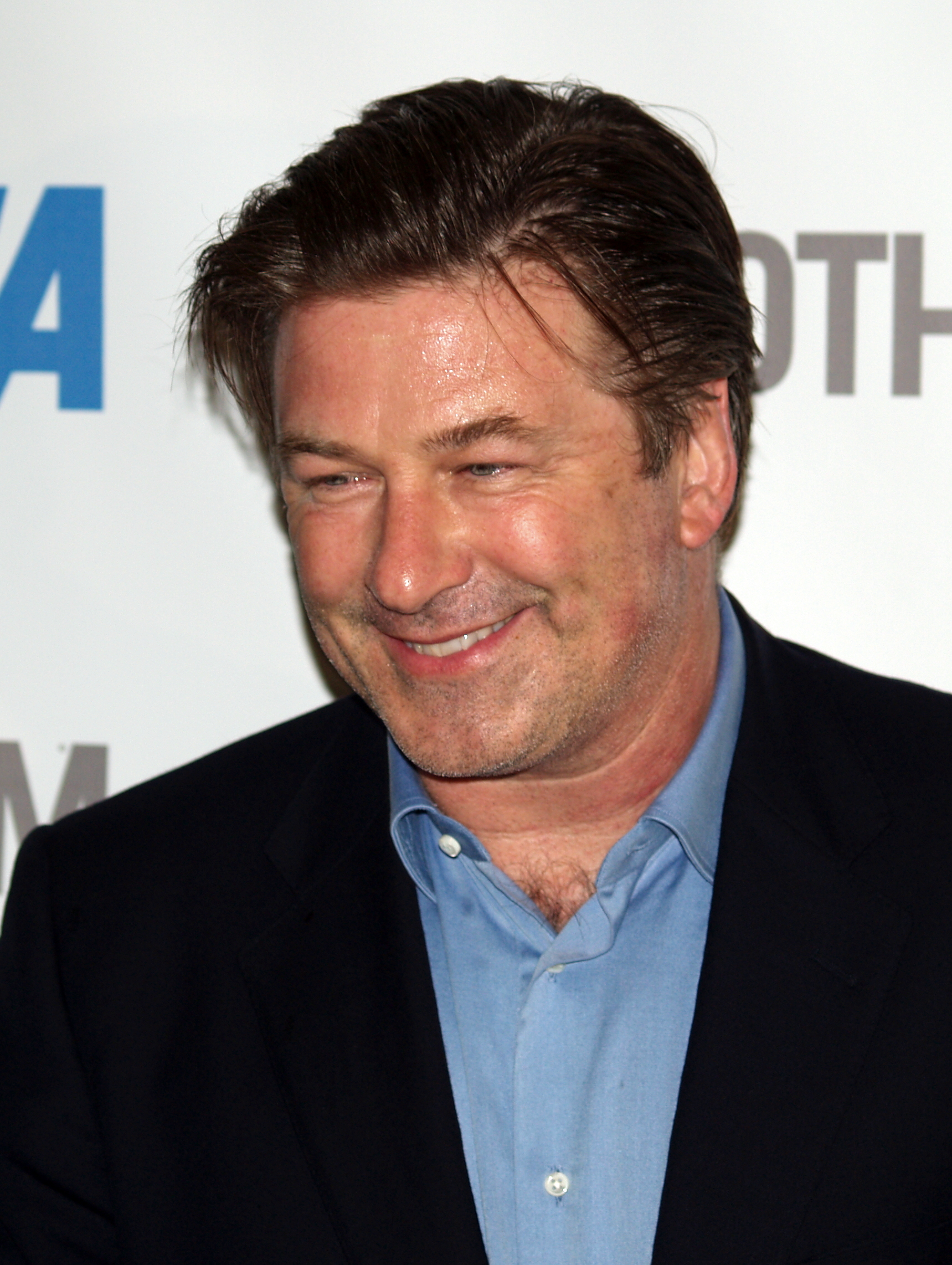
Alec Baldwin (30 Rock), winnaar mannelijke acteur in een komedieserie

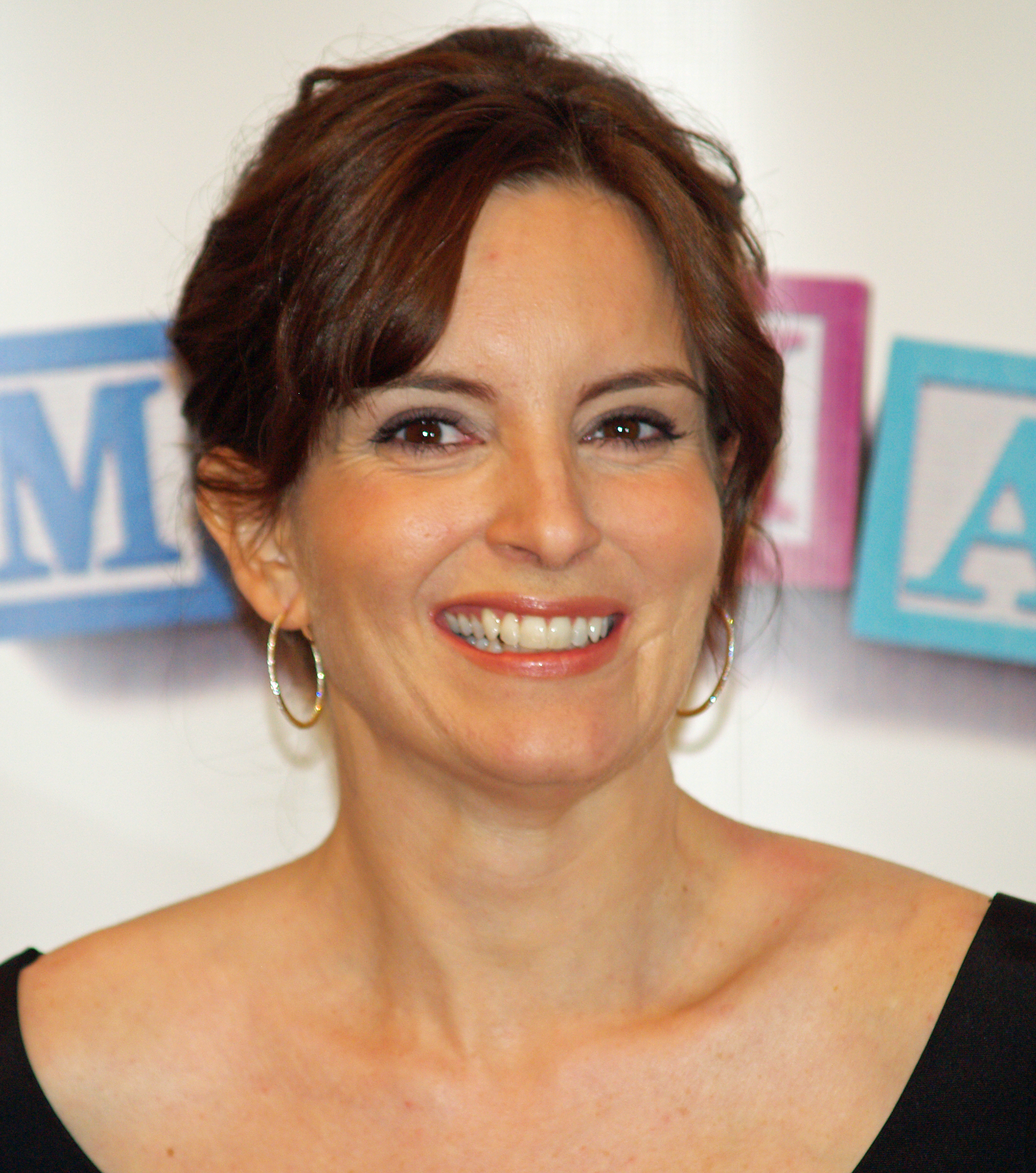
Tina Fey (30 Rock), winnaar vrouwelijke acteur in een komedieserie

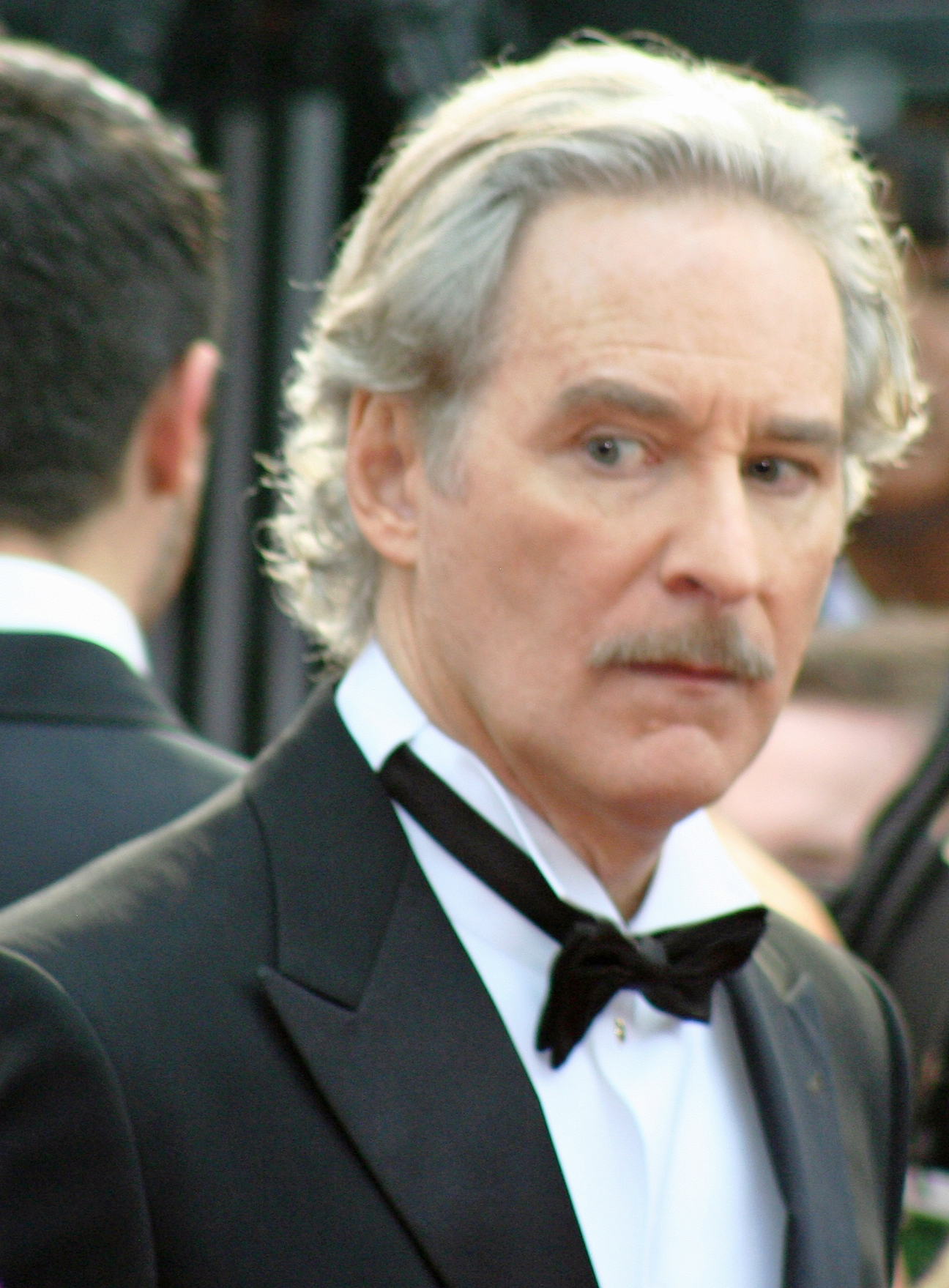
Kevin Kline (As You Like It), winnaar mannelijke acteur in een miniserie of televisiefilm

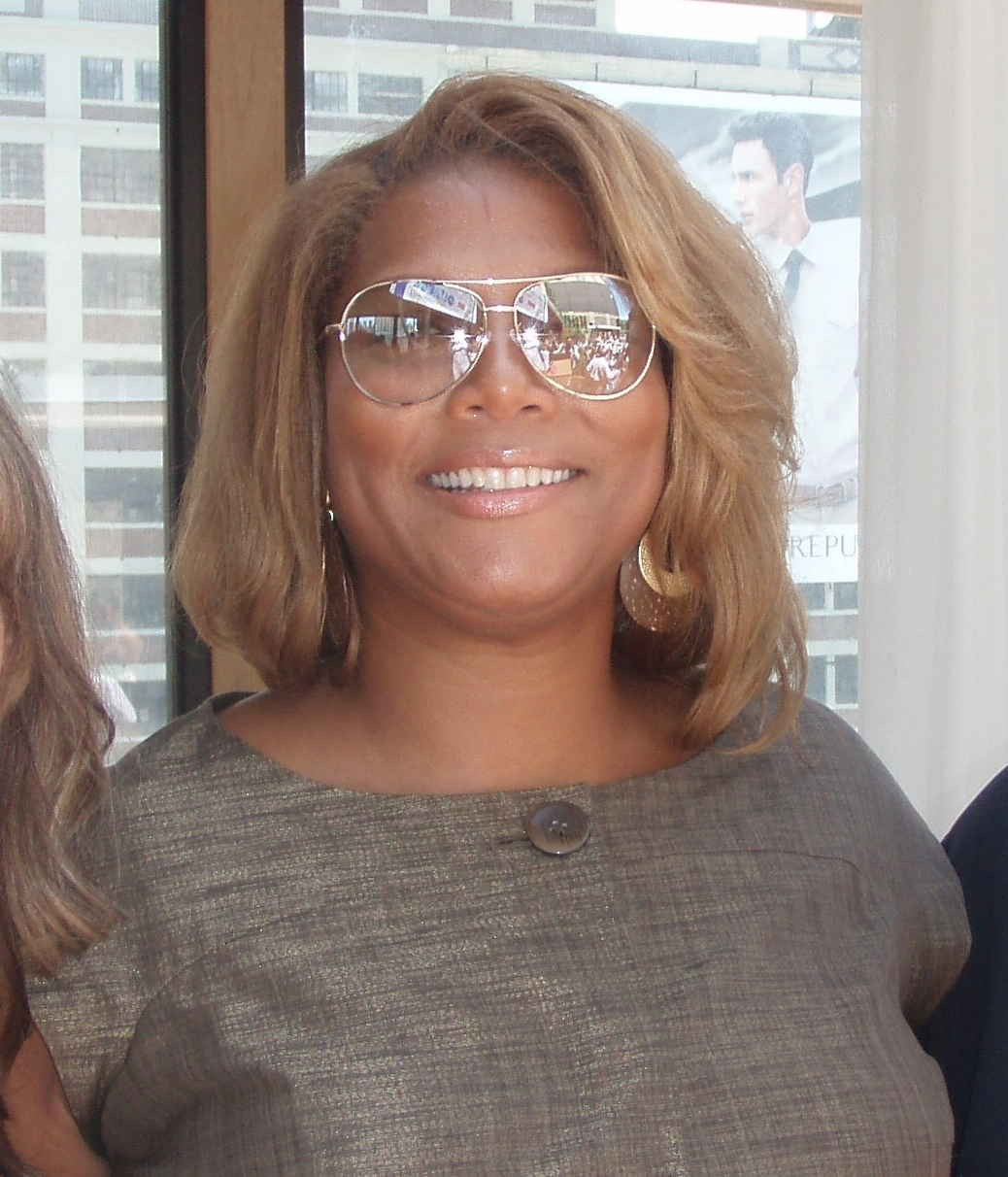
Queen Latifah (Life Support), winnaar vrouwelijke acteur in een miniserie of televisiefilm

De winnaars staan bovenaan in vet lettertype.

### Ensemble in een dramaserie
Outstanding Performance by an Ensemble in a Drama Series
- The Sopranos
  - Boston Legal
  - The Closer
  - Grey's Anatomy
  - Mad Men

### Mannelijke acteur in een dramaserie
Outstanding Performance by a Male Actor in a Drama Series
- James Gandolfini - The Sopranos
  - Michael C. Hall - Dexter
  - Jon Hamm - Mad Men
  - Hugh Laurie - House
  - James Spader - Boston Legal

### Vrouwelijke acteur in een dramaserie
Outstanding Performance by a Female Actor in a Drama Series
- Edie Falco - The Sopranos
  - Glenn Close - Damages
  - Sally Field - Brothers & Sisters
  - Holly Hunter - Saving Grace
  - Kyra Sedgwick - The Closer

### Ensemble in een komedieserie
Outstanding Performance by an Ensemble in a Comedy Series
- The Office
  - 30 Rock
  - Desperate Housewives
  - Entourage
  - Ugly Betty

### Mannelijke acteur in een komedieserie
Outstanding Performance by a Male Actor in a Comedy Series
- Alec Baldwin - 30 Rock
  - Steve Carell - The Office
  - Ricky Gervais - Extras
  - Jeremy Piven - Entourage
  - Tony Shalhoub - Monk

### Vrouwelijke acteur in een komedieserie
Outstanding Performance by a Female Actor in a Comedy Series
- Tina Fey - 30 Rock
  - Christina Applegate - Samantha Who?
  - America Ferrera - Ugly Betty
  - Mary-Louise Parker - Weeds
  - Vanessa Williams - Ugly Betty

### Mannelijke acteur in een miniserie of televisiefilm
Outstanding Performance by a Male Actor in a Television Movie or Miniseries
- Kevin Kline - As You Like It
  - Michael Keaton - The Company
  - Oliver Platt - The Bronx Is Burning
  - Sam Shepard - Ruffian
  - John Turturro - The Bronx Is Burning

### Vrouwelijke acteur in een miniserie of televisiefilm
Outstanding Performance by a Female Actor in a Television Movie or Miniseries
- Queen Latifah - Life Support
  - Ellen Burstyn - For One More Day
  - Debra Messing - The Starter Wife
  - Anna Paquin - Bury My Heart at Wounded Knee
  - Vanessa Redgrave - The Fever
  - Gena Rowlands - What If God Were the Sun?

### Stuntteam in een televisieserie
Outstanding Performance by a Stunt Ensemble in a Television Series
- 24
  - Heroes
  - Lost
  - Rome
  - The Unit